# Los herlufs
Los Herluf fue una serie creada a partir de los cuentos del escritor danés Elias Nielsen. Los Herluf son unos pequeños seres similares a pequeños dragones naranjas que viven en la tierra de los maceteros en una floristería. Estos seres preparan unos zumos de raíces capaces de otorgarles diferentes capacidades mágicas que los utilizan para ayudar a los humanos. 
La serie contó con el propio autor, Elias Nielsen, para colaborar en los guiones y ha diseñado los personajes. El desarrollo ha contado con la productora D'Ocon films. 

## Personajes
Los personajes principales es una familia de estos seres:
Pa - Herluf: Es el padre
Ma - Herluf: La madre
Gir - Luf: La hermana mayor
Little - New: el bebé 
Red - Luf
Peter: Es el dueño de la floristería 
Miss Aurelia
Buster
The cat

## Capítulos
1. La nueva maceta de Pete
2. La pobre Nenaluz
3. El Pequeñuelo
4. Un día realmente malo
5. La planta fugitiva
6. La nueva flor de la señora Voguel
7. El jardinero perturbado
8. Enfermedad en la tienda
9. Un día especial para Nena-luf
10. Un pez especial
11. Una historia turbulenta 1ª parte
12. Una historia turbulenta 2ª parte
13. Pobre pulpo
14. Guerra de Titanes
15. Flores feroces
16. El fantasma de la panta
17. El secreto de la zarza ardiente
18. Pete se va de pic-nic en bicicleta
19. El general Ting-a-ling
20. Hormigas agonizantes
21. El maléfico caza-mariposas
22. El tímido Cuber
23. El gato de Pete
24. Soñar despierto es peligroso
25. Los amigos del pescadero
26. La araña malévola